# エレクトリック・サーカス
「エレクトリック・サーカス」（Electric Circus）は、THEE MICHELLE GUN ELEPHANTの16枚目のシングル。

## 解説
- ラストライブと同じ日の2003年10月11日に発売されたラストシングル。オリコンシングルデイリーランキングでは1位を、ウィークリーランキングでは、シングル・アルバムを含め最高の2位を記録した[1]。
- 本作発売前の2003年9月5日にミュージック・ステーションに出演し、この曲を披露した。これがバンド最後のテレビ出演となった。
- アルバムには長い間未収録となっていたが、（LIVEバージョンは「LAST HEAVEN'S BOOTLEG」に収録）2009年12月16日に発売されたベストアルバム「THEE GREATEST HITS」に初収録された。

## 収録曲
1. エレクトリック・サーカス　Electric Circus　(5:02)
テレビ東京系『JAPAN COUNTDOWN』エンディングテーマ
2. デビル・スキン・ディーバ　Devil Skin Diva　(6:25)

全作詞：チバユウスケ　作曲・編曲：thee michelle gun elephant